# Distretto di Sichon
Il distretto di Sichon (in thailandese: สิชล) è un distretto (amphoe) della Thailandia, situato nella provincia di Nakhon Si Thammarat.